# Ялосовецкий сельский совет (Хорольский район)
Ялосовецкий сельский совет (укр. Ялосовецька сільська рада) — входит в состав
Хорольского района
Полтавской области
Украины.
Административный центр сельского совета находится в 
с. Ялосовецкое.

## Населённые пункты совета
- с. Ялосовецкое
- с. Бариловщина
- с. Бригадировка
- с. Кривцы
- с. Лагодовка
- с. Николаевка
- с. Новоивановка
- с. Орликовщина
- с. Роплянское
- с. Червоное

## Ликвидированные населённые пункты совета
- с. Чередники